# Skarb Narodowy (1949–1991)
Skarb Narodowy – instytucja powołana dekretem prezydenta RP Augusta Zaleskiego z 14 października 1949 r., której celem było finansowanie działalności władz Rzeczypospolitej (działalność organów władzy państwowej, działalność informacyjna i oświatowa, pomoc Krajowi). Środki finansowe Skarb Narodowy pozyskiwał z dobrowolnych datków („cegiełek”) polskich emigrantów.
Pierwszym prezesem Skarbu Narodowego został gen. broni Władysław Anders i pełnił urząd przez ponad 20 lat aż do śmierci. Corocznie październik był miesiącem Skarbu Narodowego. W 1991 Skarb Narodowy zakończył swoją działalność wraz z pozostałymi instytucjami władz polskich na uchodźstwie.

## Przewodniczący Głównej Komisji Skarbu Narodowego
- gen. broni Władysław Anders (14 X 1949 – 12 V 1970)[2]
- gen. bryg. Roman Odzierzyński (1970 – 1972)
- Mikołaj Dolanowski (1972 – 15 III 1978)
- Stefan Soboniewski p.o. (1978 – 1979)
- płk dypl. Kazimierz Iranek-Osmecki (1979)
- płk Maria Leśniakowa (1979 – 1981)
- Ludwik Maria Łubieński (1981 – 1990)

## Członkowie Głównej Komisji Skarbu Narodowego
- min. Stanisław Sopicki (z urzędu)[4]
- min. Zygmunt Rusinek (z urzędu)
- gen. Władysław Anders (z wyboru Rady Narodowej RP)
- Tytus Filipowicz (z wyboru Rady Narodowej RP)
- Jerzy Kuncewicz (z wyboru Rady Narodowej RP)
- dr Zygmunt Nowakowski (z wyboru Rady Narodowej RP)
- Kazimierz Okulicz (z wyboru Rady Narodowej RP)
- prof. Zygmunt Podhorski (z wyboru Rady Narodowej RP)
- ks. Włodzimierz Cieński (od 4 VI 1951, z wyboru Rady Narodowej RP)[5]
- Stanisław Dołęga-Modrzewski (od 4 VI 1951; z wyboru Rady Narodowej RP)
- min. Jerzy Hryniewski (od 4 VI 1951, z wyboru Rady Narodowej RP)
- prof. Henryk Paszkiewicz (od 4 VI 1951, z wyboru Rady Narodowej RP)
- Jan Baliński-Jundziłł (od 27 VI 1951, z nominacji Prezydenta RP)[6]
- ppłk dypl. Adam Bieliński (od 27 VI 1951, z nominacji Prezydenta RP)
- gen. broni Kazimierz Sosnkowski (od 27 VI 1951, z nominacji Prezydenta RP)
- Stanisław Lubodziecki (od 14 II 1955)[7]
- Mieczysław Nowicki (od 14 II 1955)
- Konstanty Paszkowski (od 14 II 1955)
- Wacław Rózga (od 14 II 1955)
- Józef Godlewski (od 22 VI 1959, ponownie wybrany 22 VI 1962)[8][9].
- Wacław Grubiński (od 22 VI 1959, ponownie wybrany 22 VI 1962)
- ppłk Franciszek Karassek (od 22 VI 1959, ponownie wybrany 22 VI 1962)
- ppłk Stanisław Owsianka (od 22 VI 1959, ponownie wybrany 22 VI 1962)
- Jerzy Czesław Witting (od 22 VI 1959)
- Jerzy Udowiczenka (od 22 VI 1962)
- płk pil. dypl. Juliusz Dziewulski (od 29 V 1968)[10]
- mjr Atanazy Gonta (od 29 V 1968)
- mjr Bronisław Łokaj (od 29 V 1968)
- mjr Ludwik Salwik (od 29 V 1968)
- Bohdan Wendorff (od 29 V 1968)
- Edward Raczyński (od 26 V 1977)[11]
- gen. dyw. Zygmunt Bohusz-Szyszko (od 26 V 1977)
- gen. pil. Aleksander Gabszewicz (od 26 V 1977)
- gen. Kazimierz Glabisz (od 26 V 1977)
- prof. inż. Adam Ścibor-Rylski (od 26 V 1977)
- mjr Eugeniusz Lubomirski (od 26 V 1977)
- Edward Raczyński (od 31 I 1979)[12]
- gen. dyw. Zygmunt Bohusz-Szyszko (od 31 I 1979)
- gen. pil. Aleksander Gabszewicz (od 31 I 1979)
- gen. dyw. Zygmunt Szyszko-Bohusz (od 31 I 1980)[13]
- gen. bryg. pil. Aleksander Gabszewicz (od 31 I 1980)
- Ludwik Łubieński (od 31 I 1980)
- Franciszek Żółtowski (od 19 IV 1982)[14]
- gen. bryg. Klemens Rudnicki (od 3 V 1983)[15]
- AVM Aleksander Maisner (od 3 V 1983)
- Stefan Soboniewski (od 21 II 1986)[16]
- Zygmunt Szadkowski (od 21 II 1986)
- Artur Rynkiewicz (od 21 II 1986)
- Jerzy Szymaniak (od 15 VI 1988)[17]
- Zdzisław Kołodziejski (od 15 VI 1988)
- kmdr Jan Busiakiewicz (od 15 VI 1988)[18]